# Alex W. Widmer
Alex Werner Widmer (* 1. Mai 1956 in Zurzach; † 3. Dezember 2008 in Baden) war ein Schweizer Bankmanager.

## Leben
Alex W. Widmer studierte ab 1981 an der Universität St. Gallen Wirtschaftswissenschaften und promovierte dort 1985 zum Dr. oec. HSG. Ab 1982 war er auch am Institut für Bankwirtschaft tätig.
1986 trat er in die Credit Suisse ein und wechselte nach einem Jahr in der Capital Market Division, Zürich zu CS First Boston nach New York, wo er das Investmentgeschäft von Bruce Wasserstein studieren konnte. Ab 1988 war er für die CS in Japan tätig, unter anderem als stellvertretender Leiter Japan. Dort war er bis 1996 beschäftigt, als er zum Managing Director und Co-Head Asien befördert wurde. Er wechselte dazu nach Singapur. 1999 wurde er CEO für die Region Asien-Pazifik und Naher Osten und darüber hinaus auch Mitglied der Konzerngeschäftsleitung Private Banking. Widmer wurde 2002 Global Head of Private Banking und Mitglied der Konzernleitung der CS und kehrte nach Zürich zurück. Als er 2004 von dieser Position ins zweite Glied zurückversetzt wurde, verliess er die CS. 2005 trat er in die Julius Bär Holding als CEO Private Banking ein. 2007 wurde er zum CEO der Bank Julius Bär befördert.
Widmer beging in der Nacht zum 4. Dezember 2008 Suizid. Er hinterliess – nach dem Krebstod seiner Frau im März 2006 – drei Kinder als Vollwaisen und eine Partnerin.

## Werke
- Leo Schuster, Alex W. Widmer (Hrsg.): Wege aus der Banken- und Börsenkrise. Springer, Berlin 2004, ISBN 3-540-21106-3 (online).